# اون (تک)
شهر اون (به آلمانی: Owen) در استان بادن-وورتمبرگ در کشور آلمان واقع شده‌است.